# Salvia libanensis
Salvia libanensis là một loài thực vật có hoa trong họ Hoa môi. Loài này được Rusby miêu tả khoa học đầu tiên năm 1920.